# Thanatus
Thanatus är ett släkte av spindlar som beskrevs av Carl Ludwig Koch 1837. Thanatus ingår i familjen snabblöparspindlar.

## Dottertaxa tillThanatus, i alfabetisk ordning[1][2]
- Thanatus africanus
- Thanatus albescens
- Thanatus altimontis
- Thanatus arcticus
- Thanatus arenarius
- Thanatus arenicola
- Thanatus aridorum
- Thanatus atlanticus
- Thanatus atratus
- Thanatus balestrerii
- Thanatus bungei
- Thanatus chorillensis
- Thanatus coloradensis
- Thanatus constellatus
- Thanatus coreanus
- Thanatus cronebergi
- Thanatus dahurianus
- Thanatus denisi
- Thanatus dhakuricus
- Thanatus dissimilis
- Thanatus dorsilineatus
- Thanatus fabricii
- Thanatus firmetorum
- Thanatus flavescens
- Thanatus flavidus
- Thanatus flavus
- Thanatus forbesi
- Thanatus formicinus
- Thanatus fornicatus
- Thanatus frederici
- Thanatus fuscipes
- Thanatus gigas
- Thanatus gnaquiensis
- Thanatus granadensis
- Thanatus hongkong
- Thanatus imbecillus
- Thanatus inconsuetus
- Thanatus indicus
- Thanatus jabalpurensis
- Thanatus ketani
- Thanatus kitabensis
- Thanatus lamottei
- Thanatus lanatus
- Thanatus lanceolatus
- Thanatus lanceoletus
- Thanatus lesserti
- Thanatus lineatipes
- Thanatus luederitzi
- Thanatus maculatus
- Thanatus mandali
- Thanatus meronensis
- Thanatus mikhailovi
- Thanatus miniaceus
- Thanatus mongolicus
- Thanatus multipunctatus
- Thanatus mus
- Thanatus namaquensis
- Thanatus neimongol
- Thanatus nigromaculatus
- Thanatus nipponicus
- Thanatus okayi
- Thanatus ornatus
- Thanatus pagenstecheri
- Thanatus parangvulgaris
- Thanatus paucipunctatus
- Thanatus philodromicus
- Thanatus philodromoides
- Thanatus pictus
- Thanatus pinnatus
- Thanatus plumosus
- Thanatus prolixus
- Thanatus pygmaeus
- Thanatus rayi
- Thanatus rubicellus
- Thanatus rubicundus
- Thanatus sabulosus
- Thanatus schubotzi
- Thanatus sepiacolor
- Thanatus setiger
- Thanatus sibiricus
- Thanatus simplicipalpis
- Thanatus stepposus
- Thanatus striatus
- Thanatus stripatus
- Thanatus tuvinensis
- Thanatus ubsunurensis
- Thanatus validus
- Thanatus vulgaris
- Thanatus xinjiangensis
- Thanatus zavattarii